# Lepidostemon gouldii
Lepidostemon gouldii är en korsblommig växtart som beskrevs av Al-shehbaz. Lepidostemon gouldii ingår i släktet Lepidostemon och familjen korsblommiga växter. Inga underarter finns listade i Catalogue of Life.